# Mercedes Deambrosis
Mercedes Deambrosis (Madrid, 1 de octubre de 1955) es una escritora de ficción hispanofrancesa. Nació en España pero a los 12 años se mudó a Francia. Realizó estudios de periodismo en París, donde comenzó a escribir influenciada por autores como Anaïs Nin, Federico García Lorca y Simone de Beauvoir, entre otros. Sus novelas relatan la España de la Guerra Civil y de la posguerra, presentando la vida de la mujer y la locura de las mujeres. Deambrosis siempre ha estado en contacto con la literatura, como jurado de premios de escritura y con sus talleres literarios. Ganó el 'Prix du Printemps du Roman' en 2015 con la obra L’étrange apparition de Tecla Osorio.

## Obras
- 2001 : Un après-midi avec Rock Hudson (Buchet-Chastel) ISBN 978-2283018644[2]
- 2002 : Suite et Fin au Grand Condé (Buchet-Chastel) ISBN 978-2283019030
- 2004 : El paseo de las delicias (Buchet-Chastel) ISBN 978-2283019498[3]
- 2005 : Milagrosa (Buchet-Chastel) ISBN 978-2283020692[2]
- 2006 : La Plieuse de parachutes (Buchet-Chastel) ISBN 9782283019665
- 2008 : Candelaria ne viendra pas (Éditions du Chemin de fer) ISBN 2916130128
- 2009 : Juste pour le Plaisir (Buchet-Chastel) ISBN 978-2283023532
- 2009 : Rien de bien grave (Éditions du Chemin de fer) ISBN 978-2-916130-21-7
- 2010 : De naissance (Editions du Moteur)
- 2013 : Le Dernier des treize (Éditions La branche Vendredi 13) ISBN 978-2-35306-050-4[4]
- 2014 : L'Étrange Apparition de Tecla Osorio (Éditions des Busclats) ISBN 978-2-36166-024-6